# Chiesa di San Michele a Comeana
La chiesa di San Michele a Comeana si trova nel comune di Carmignano, in provincia di Prato.
Esistente dal XIII secolo, presenta una semplice facciata con coronamento curvilineo, separata da un classicheggiante campanile a torre (1812) dalla contigua Compagnia del Santissimo Sacramento.
L'interno, a tre navate con tribuna, presenta sobrie forme neocinquecentesche derivanti dai radicali interventi del tardo Ottocento.
Nel contiguo oratorio una tela con l'Ultima Cena, del primo Seicento, attribuita a Cosimo Lotti. L'oratorio conserva i costumi della secolare processione del Morto Redentore, che si svolge la sera del Venerdi Santo, Sacra rappresentazione dei misteri della Passione che vede la presenza di centinaia di personaggi in costume, cori e suonatori, e coinvolge l'intero paese.